# 瓦伦蒂纳市镇
瓦伦蒂纳市镇（瑞典語：Vallentuna kommun）是瑞典中东部斯德哥尔摩省的一个市镇。其治所为瓦伦蒂纳。
瓦伦蒂纳市镇成立于1971年的市镇改革中。它的市徽上绘有一头鹰、一面宽斧以及两颗星星。